# Tengu-Ryū
Tengu-Ryū oder Tengu-no-michi (wörtlich: „Weg des Tengu“) ist ein rein defensiver Stil der klassischen japanischen Kampfkünste (Budo). Initiiert wurde dieser Stil 1995 von dem französischen Kampfkunstexperten Roland Habersetzer. Er umfasst drei Kompetenzbereiche: Tengu-Ryū Karatedo (ohne Waffen), Tengu-Ryū Kobudo (traditionelle Waffen), Tengu-Ryū Hojutsu (moderne Waffen). 2006 wurde dieser Stil in Japan durch die japanische Karatemeister Ogura Tsuneyoshi und Ōtsuka Tadahiko anerkannt. Das heißt, Hanshi Habersetzer ist der erste Soke dieses Stils.
Tengu-Ryū ist eine Synthese der traditionellen japanischen Kriegskünste, die auf kulturellen und nicht auf wettkämpferischen Kriterien beruhen, mit dem Ziel der persönlichen Verwirklichung im körperlichen Bereich (Techniken) wie im mentalen Bereich (Ethik). Dieser Stil der Kriegskunst integriert sowohl die klassischen als auch die modernen Entwicklungen mit oder ohne Waffen. Tengu-Ryū ist der Versuch, die Kampfkunst im 21. Jahrhundert neu zu definieren.

## Grundlagen
Die Grundlage wird von vier Eckpunkten gebildet:
1. Eine klassische Technik, angereichert mit modernen Konzepten. Denn das gewalttätige Verhalten und die Mittel der Gewalt haben sich verändert.
2. Die Philosophie, dass die Handlung mit dem Einsatz übereinstimmen soll. Denn ein Kampfkünstler muss bereit sein, sein Können zur Verteidigung seiner selbst und anderer sowie der Grundwerte der Gesellschaft, von der er ein Teil ist, einzusetzen.
3. Ein Mittel für ein Verhalten verantwortungsvoller Bürger. Denn ein Kampfkünstler darf sein Können nur im Sinne der Gegengewalt anwenden, unter ständiger Kontrolle und mit dem Respekt vor dem Leben und dem Gesetz.
4. Die Wahl des Ziels. Denn die Kampfkunst bleibt in erster Linie eine Waffe; jede Waffe muss unter Kontrolle bleiben und deren Handhabung, auch die kontrollierte, darf niemals ein Spiel werden. D. h., der Begriff des sportlichen Sich-Messens mit seinen spielerischen Begleiterscheinungen ist dem Geist des „Tengu-Weges“ völlig fremd.

## Shin Budō
Tengu-no-michi bedeutet die Anpassung der klassischen japanischen Kampfkünste (Sogo Budō) an die Bedürfnisse und Möglichkeiten der modernen Zeit (Shin Budō). Ziel ist ein kriegerisches, gleichzeitig jedoch aggressionsfreies Verhalten. Dabei ist Tengu-no-michi unabhängig von Stilrichtungen und sowohl unbewaffnet (Kara-ho Tengu-no-waza) als auch mit Waffen (Buki-ho Tengu-no-waza) möglich, wobei die Waffen sowohl die klassischen Kobudō-Waffen Okinawas (Tengu-Ryū Kobudō) als auch moderne Schusswaffen (Tengu-Ryū Hojutsu) einschließen. Tengu-no-michi verbindet das Traditionelle über das (antike) Koshiki-Karatedo mit dem Klassischen über die Kumite-Kata. Wobei das Klassische somit auch das moderne System der integrierten Techniken der Selbstverteidigung enthält.

## Training
Der Unterricht im Tengu-Ryū erfolgt in drei Arbeitsrichtungen, unterteilt in die moderne Richtung (siehe unten Punkt A und B) und in die alte Richtung (siehe Punkt C):

### A) Die Basis für ein neues Verhalten

#### Die grundlegenden Techniken
- Tengu-no-kamae: Die Stellung ist die Basis für ein geschlossenes System der Selbstverteidigung auf 2 Distanzen (chika-ma und ma).
- Tengu-shiho-no-kamae (Ashi-tenkan): Wendungen mit in verschiedene Richtungen von der Ausgangsposition aus
- Happo-moko: Peripheres Sehen
- Unsoku-ho: Ortsveränderungen
  - vorwärts-rückwärts: Gleitschritt (Okuri-ashi), Wechselschritt (Hokko oder Ayumi-ashi)
  - seitlich: Kreuzschritt (Yoko-aruki), breiter Schritt (Hiraki-ashi)

#### Die mentalen Komponenten
Auf jeden Fall müssen die begleitenden mentalen Arbeiten (der Geist der Technik) mittrainiert werden in Form von:
- Die Motivation: Eine vorangegangene und klare Wahl, der Wille, sich einer Situation entgegenzustellen, die nicht normal ist (akzeptieren, dass das auch mit Verantwortung zu tun hat)
- Die Farbabstufungen: Bedeutet die Stufen der mentalen Vorbereitung
- Der Sinn der aggressiven Verteidigung: Steigerung nach dem Akronym „EEEB“ (Einschätzung – Entscheidung – Einsatz – Beweglichkeit);
- Taktisches Verhalten: Beherrschung der Grenzen der Sicherheit (Ma-no-torikata), Erwartung (Sen), Haltung des „mentalen Verfolgens“

#### Die Kata (Tengu-no-kata)
Eine Kata zur Übung des Verhaltens in den drei Distanzen Tengu-chikama-no-kata, Tengu-ma-no-kata und Tengu-toma-no-kata:
- Kara-ho Tengu-no-kata (unbewaffnet)
- Buki-ho Tengu-no-kata (mit Waffen, wobei dies sowohl die klassischen Kobudō-Waffen Okinawas als auch moderne Schusswaffen sein können)

### B) Arten des Trainings (Drills und Situationen)
Die Selbstverteidigungstechniken in taktischer Hinsicht:
1. Die Vorbereitung durch Kihon: Klassische Techniken, aber ausgehend aus Tengu-no-Kamae und weitgehend in viele Richtungen (das „Tunnelsehen“ abbauen). Auf der Suche nach Sicherheit muss man sich in alle Richtungen vergewissern (Scanning). Routine ist gefährlich.
2. Die Anwendung mit einem Partner (Ippon-Kumite). Begriff des Auftreffpunktes (Vitalpunkt) und die Energieabgabe (Hakkei, Kage-goe, Kime). Übungen zur Wiederherstellung der Linie zum Ziel (der Partner bietet kein Ziel an im Gegensatz zum Okuri-kumite). Übung des Angriffswinkels
3. Anwendung mit 2 Partnern (Futari-kumite) auf einer Linie, von vorne/hinten, seitlich oder im Dreieck (Sankaku)
4. Verschiedene Anwendungen (San-nin-kumite, Happo-kumite) auf einer Linie, vorwärts/rückwärts, seitlich, im Dreieck (Sankaku) oder im Kreis
5. Besondere Situationen

### C) Die Richtungen der Forschung und der Entwicklung ausgehend von einem Konzept eines alten Karatedo (traditionell, klassisch)
Eine Synthese der klassischen Formen: die 10 Kumite-Katas des Budoforschungszentrums Tengu Institut
- Vergleich von „alten“ und modernen Katas
- Entwicklung der klassischen Techniken (Waza) und Erforschung ihrer Anwendungen (Bunkai) (Genki-bunkai und Kaishaku-bunkai)
- Die mentalen Komponenten
- Die innere Arbeit

## Kata
- Karaho Tengu-no-kata
- Tengu Goshin-no-kata
- Kumite-Katas
- Alte Formen (klassische Kata mit chinesischem Ursprung, auch „Koryū-Kata“ genannt)

## Veröffentlichungen
- Roland Habersetzer: Tengu – Ma voie martiale. Amphora Verlag, Paris 2007, ISBN 978-2-85180-731-1.
- Roland Habersetzer: TENGU-RYU — KARATE-DO. Budo Editions, Noisy sur École 2014, ISBN 978-2-84617-314-8.